# Соціальна документно-комунікаційна система
Докуме́нтна комуніка́ція— процес поширення інформації в суспільстві, який здійснюється за допомогою документів.

## Документна комунікація як підсистема соціальної комунікації
У розвитку сучасного суспільства важливу роль відіграє інформація. Вона поширюється в часі та просторі певними каналами, засобами, методами. Особливе місце в цій системі належить комунікації.
Комунікація - обмін інформацією (ідеями, знаннями, повідомленнями) між людьми. Інформація - це відомості, призначені для передачі в процесі соціальної комунікації.
У процесі комунікації виділяють п'ять основних елементів:
- комунікант - відправник документного повідомлення, з якого саме і починається акт комунікації
- комунікат - документне повідомлення (фіксована інформація, закодована певним чином за допомогою символів, знаків, кодів).
- канал (спосіб передачі інформації).
- реципієнт - отримувач повідомлення (особа, якій призначена інформація і яка певним чином інтерпретує її, реагує на неї).
- зворотний зв'язок - реакція реципієнта на отримане повідомлення.

Найважливішою підсистемою соціальних комунікацій є документна комунікація (ДК) - процеси і засоби обміну інформацією у суспільстві за допомогою документів. Вона забезпечує рух соціальної інформації у часі і просторі шляхом створення, зберігання та розповсюдження документів.
ДК виникла на певному етапі соціального прогресу людства і нині охоплює всі сфери суспільного життя. Поширенню середовища функціонування ДК сприяє інформатизація суспільства, яка охоплює всі сторони сучасного суспільного життя - виробництво, кредитно - фінансову сферу, постачання, управління, науку, освіту та зумовлює зростання обсягів техніко-економічної, фінансової, технологічної, наукової та іншої документованої інформації, що циркулює в межах підприємств та організацій, між ними та між різними країнами. Впровадження новітніх інформаційних технологій, удосконалення засобів документування та розповсюдження інформації постійно розширюють документне середовище ноосфери та збагачують документні ресурси суспільства.

## Функції документа у соціальній комунікації
Під функцією (від латів. “functio” - виконання) документа розуміється внутрішньо властиве йому цільове призначення, соціально вироблений спосіб його вживання. Інакше кажучи, функції документа зумовлені його суспільно-практичними цілями і завданнями, є похідними від них. Функції документа безпосередньо пов'язані з функціями інформації, які документ переймає на себе після фіксації цієї інформації на матеріальному носієві.
Виникнення документа  було обумовлене конкретними суспільними потребами, а саме - необхідністю закріплення, збереження і передачі (трансляції) інформації. Саме ці функції є найважливішими в документі і властиві всім документам.
Окрім розглянутих вище загальних функцій, спочатку властивих практично всім документам, існує ряд функцій, якими документи наділяються в рамках тієї або іншої конкретної сфери людської діяльності.
До їх числа перш за все слід віднести управлінську функцію документа. Цією функцією володіє значний масив документів, що спеціально створюються як інструмент управлінської праці. Оскільки процес управління виступає в різних формах, має різні рівні, стадії, цикли, остільки і документи, що виконують управлінську функцію, надзвичайно різні: організаційно-розпорядні, планові, звітні тощо.
З управлінською тісно пов'язана правова функція документа. Вона полягає в закріпленні правових норм і правовідносин в суспільстві. Цією функцією володіють перш за все документи, які встановлюють, закріплюють або змінюють правові норми і правовідносини або припиняють їх дію, а також інші документи, які можуть спричинити певні юридичні наслідки.
Значна частина документів виконує пізнавальну функцію, яка відображає зв'язок документованої інформації з соціальним пізнанням. Ця функція властива перш за все науковій документації, оскільки метою наукового пізнання є здобуття нової інформації.
Ряд документів володіє політичною функцією, яка тісно пов'язана з функцією управління, оскільки до сфери політики відноситься в першу чергу діяльність органів державної влади і державного управління. Політична функція знаходить своє вираження перш за все в документах, призначених для інформаційного забезпечення внутрішньої і зовнішньої політики держави. Крім того, політичну функцію виконують документи політичних партій, різних суспільно-політичних структур.